# إدوارد بي. مونتجومري
إدوارد بي. مونتجومري (بالإنجليزية: Edward B. Montgomery) هو اقتصادي أمريكي، ولد في 3 يوليو 1955 في بيتسبرغ في الولايات المتحدة.